# Блюд Сергій Васильович
Сергі́й Васи́льович Блюд — старший солдат Збройних сил України, учасник російсько-української війни.

## Життєпис
Мобілізований весною 2014-го, з середини квітня служив у складі 95-ї бригади в Добропіллі.
5 жовтня 2014-го брав участь у бою біля Пісків. БТР-80, у якому перебував Сергій Блюд, потрапив під шквальний вогонь РПГ. Вибуховою хвилею зірвало люк бронетранспортера, яким ударило бійця по голові. Внаслідок удару той дістав відкриту черепно-мозкову травму з масивним крововиливом (втратив понад літр крові). Тоді ж загинуло ще троє вояків і троє були поранені. Після проведеної восьмигодинної операції на мозку в Сергія відмовили обидві ноги, права рука, він втратив зір, нюх та смак. Блюд довго лікувався в різних госпіталях на кошти, зібрані волонтерами. Згодом його зір відновився на 85 %. Демобілізований з 2-ю групою інвалідності.

## Нагороди
За особисту мужність, сумлінне та бездоганне служіння Українському народові, зразкове виконання військового обов'язку відзначений — нагороджений
- 10 жовтня 2015 року — орденом «За мужність» III ступеня[3].